# Алессандро Б'янкі (санмаринський футболіст)
Алессандро Б'янкі (італ. Alessandro Bianchi; нар. 19 липня 1989, Сан-Марино) — санмаринський футболіст, півзахисник та нападник.

## Клубна кар'єра
Вихованець «Саммаурезе», у футболці якого 2008 року й розпочав дорослу футбольну кар'єру. Потім повернувся на батьківщину, де став гравцем «Фольгоре». У 2010 році дебютував у вищому дивізіоні чемпіонату Сан-Марино. Наступного року повернувся до Італії, де виступав за скромний нижчоліговий «Олімпія Нова-Секк'яно». З 2012 року знову грав за «Фольгоре». Після цього вкотре виїхав до Італії, виступав за нижчолігові «Петракута» та «Секк'яно». У 2016 році підписав контракт з «Доманьяно». У 2017 році повертається до «Фольгоре», але втретє нападнику не вдається закріпитися в основі. У пошуках ігрової практики відправлявся в оренду до санмаринського «Космосу» (Серравалле) та нижчолігового італійського «Аренцано».

## Кар'єра в збірній
Виступав за молодіжну збірну Сан-Марино, у футболці якої провів щонайменше 3 поєдинки.
У футболці національної збірної Сан-Марино дебютував 14 серпня 2012 року в програному (2:3) поєдинку проти Мальти, в якому вийшов на поле на початку другого тайму замість Енріко Цибеллі.